# Venetian Snares
Аарон Фанк (англ. Aaron Funk, нар. 11 січня 1975), відомий як Venetian Snares, — канадський електронний музикант, що проживає у Вінніпезі, Манітоба. Він широко відомий своїми інноваціями та популяризацією жанру брейккор, а також є одним із найвідоміших виконавців, які підписали контракт із експериментальним лейблом електронної музики Planet Mu. Його фірмовий стиль включає ретельно складені барабани, еклектичне використання семплів і непарні тактові розміри, зокрема, 7/4.
Його реліз Rossz Csillag Alatt Született 2005 року поєднав брейкбіти з оркестровими семплами та отримав схвалення критиків, що допомогло зробити виконавця та жанр популярними серед експериментальної електронної музики.
Фанк є дуже плідним музикантом, який часто випускає кілька платівок щороку, іноді на кількох різних звукозаписних лейблах, включаючи Planet Mu, Hymen, Sublight і його власний імпринт Timesig, а також під різними псевдонімами, включаючи Last Step, Snares Man!, Snares і Speed Dealer Moms. Він також досліджував інші електронні жанри, такі як глітч, IDM, сучасна класика та ейсід-техно.

## Кар'єра

### 1990-ті— початок 2000-х:Greg Hates Car Culture
Фанк почав створювати музику принаймні в 1992 році, коли він експериментував з кількома «гетто-бластерами»:
Я використовував купу гетто-бластерів, які грали одночасно, щоб відтворити різні звуки, які я записав на якийсь гівняний гетто-бластер. Більшість джерел я знаходив, катаючись на велосипеді і просто слухаючи цікаві звуки. Я використовував сміттєві баки, вуличні ліхтарі та все інше, що міг знайти порожнисте або металеве, щоб вибивати ритми. Потім я встановлював усі гетто і записував їхні звуки на той самий гетто-бластер. Потім я програвав купу цих касет одночасно і записував їх і так далі. Потім я робив нарізки або паузи на цих касетах, щоб створити більш вражаючий ритмічний ефект. Дивний ритуал в ретроспективі.

Якось я натрапив на педаль зацикленої затримки, яка утримувала 2-секундний семпл. Ця педаль у поєднанні з експериментами з ghetto blaster дійсно змінила моє життя.
Потім Фанк отримав комп'ютер Amiga 500, на якому спочатку створював музику за допомогою музичного трекера OctaMED. Він утворив назву «Venetian Snares» після того, як «…написав трек із дуже швидкими обертаннями малого барабана, які звучали як шкрябання палицею по решітці або проведення олівцем по жалюзі в розгубленому класі».
Протягом 1990-х років він самостійно випустив кілька касет, випустивши свої перші три студійні альбоми Spells, Subvert! і Rorschach Stuffocate на касету. У 1999 році він випустив 12-дюймовий мініальбом Greg Hates Car Culture, за яким послідував спільний альбом із Stunt Rock, Fuck Canada // Fuck America та інші мініальбоми наступного 2000 року, зокрема Salt, 7 sevens.med, Shitfuckers!, і його четвертий студійний альбом printf(«shiver in eternal darkness/n»);. Потім Фанк перейшов до використання ПК десь до 2000 року, створюючи музику в MED Soundstudio, Windows-порті OctaMED.

### Початок— середина 2000-х: Planet Mu Records і активна праця
Почувши Greg Hates Car Culture під час перегляду магазину звукозаписів у Міннеаполісі, Майк Парадінас (також відомий як μ-Ziq) негайно підписав Фанка на свій звукозаписний лейбл Planet Mu, що призвело до трьох релізів для цього лейбла в 2001 році, спільного альбому зі Speedranch, Making Orange Things, 7-дюймовим мініальбомом Defluxion і повноформатним альбомом Songs About My Cats. Крім того, він також випустив Doll Doll Doll, а також і спільний 12-дюймовий альбом із Цексом і реггакоровий 7-дюймовий як Snares Man!, і все цього ж року. Snares Man! вважали впливовим у розвитку реггакору. Наступного, 2002 року, Фанк випустив три повноформатних альбоми Higgins Ultra Low Track Glue Funk Hits 1972—2006, 2370894 (як Vsnares), і Winter in the Belly of a Snake, а також 15-хвилинний обмежений тираж мініальбому, A Giant Alien Force More Violent & Sick Than Anything You Can Imagine. У 2003 році було випущено The Chocolate Wheelchair Album, Find Candace, 7-дюймовий мініальбом Badminton], два 7-дюймових мініальбоми, один з Fanny під BeeSnares, а інший з Phantomsmasher, а також експериментальний спільний альбом з Hecate, Nymphomatriarch. Після 2004 року Фанк випустив Huge Chrome Cylinder Box Unfolding; три мініальбоми, Horse And Goat, Infolepsy та Moonglow/This Bitter Earth; і ремікс Doormouse Skelechairs. У цей період Фанк почав використовувати Cubase поруч із MED.

### Середина 2000-х до середини 2010-х:Rossz Csillag Alatt Születettі уповільнення кількості релізів

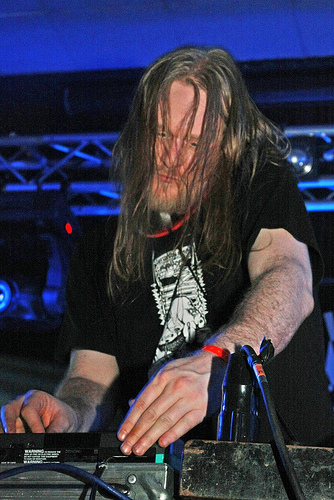
Фанк виступає на Bangface Weekender 2008

Фанк вперше випустив триб'ют-альбом рідному місту у 2005 році Winnipeg is a Frozen Shithole, а потім випустив Rossz Csillag Alatt Született, альбом, натхненний нещодавньою поїздкою Фанка в Угорщину, який поєднує швидкі брейкбіти з класичними струнними та трубами, що викликало схвалення критиків. Tiny Mix Tapes назвали його «найдосконалішим альбомом Фанка на сьогодні», описавши його як «необтесану красу, яка водночас є піднесеною, позачасовою, кінематографічною, спорадичною та рухливою від початку до кінця для нахабного джунгліста або слухача CBC Radio 1 у вашій родині». Того ж року Фанк також випустив інший альбом, Meathole, і дебютував під своїм новим псевдонімом Last Step в You're a Nice Girl.
У наступні роки кількість релізів Фанка зменшувалась принаймні до одного на рік, порівняно з шістьма раніше. Наступного, 2006 року, Фанк випустив один альбом Cavalcade of Glee і Dadaist Happy Hardcore Pom Poms, а також сингл Hospitality. Ще один альбом у класичному стилі My Downfall (Original Soundtrack); мініальбом Pink + Green, 10-дюймова серія каверів Black Sabbath у стилі дабстеп під Snares; і його перший повноформатний однойменний альбом під псевдонімом Last Step були випущені в 2007 році. У 2008 році Фанк випустив ще один альбом як Last Step, 1961. У тому ж році він випустив альбом Detrimentalist і сингл Miss Balaton. Мініальбоми Filth та Horsey Noises вийшли у 2009 році. Пізніше, у 2010 році, Фанк випустив альбом My So-Called Life і 12-дюймовий альбом у співпраці з гітаристом Red Hot Chili Peppers Джоном Фрушанте під керівництвом Speed Dealer Moms. Єдиним релізом Funk у 2011 році є мініальбом Cubist Reggae. Два мініальбоми Fool the Detector і Affectionate, а також альбом Last Step під назвою Sleep. були випущені в 2012 році. Live At WTW 07 (AKA Return Of The Snare) — June 15, 2001 був випущений у 2013 році. Наступний реліз Фанка відбувся в 2014 році з новим альбомом My Love Is a Bulldozer, а також однойменним дебютним спільним альбомом з Джоан Поллок Poemss, і самостійно випущеним мініальбомом від Last Step, Lost Sleep. Фанк випустив мініальбом Your Face у 2015 році.

### 2015–дотепер: Bandcamp
Фанк звернувся до шанувальників у 2015 році за фінансовою допомогою у світлі нерозкритих обставин. Після вибуху підтримки він випустив альбом на знак вдячності під назвою Thank You for Your Consideration.
19 лютого 2016 року Фанк випустив новий альбом під назвою Traditional Synthesizer Music. Цей альбом був результатом експериментів Фанка з модульними синтезаторами та був створений виключно на апаратному забезпеченні модульного синтезатора.
У 2017 році Фанк оголосив про співпрацю з Даніелем Лануа. Це було записано в Торонто та випущено у 2018 році як Venetian Snares x Daniel Lanois.
Зараз він у стосунках з Кері Віч.

## Музичний стиль
Фанк добре відомий тим, що використовує непарні розміри, особливо 7/4. Наприклад, трек «Szamár Madár» з альбому Rossz Csillag Alatt Született використовує семпл з «Collo Concerto» Едварда Елгара, оброблений у тактовому розмірі 7/4. В альбомі Thank You for Your Consideration також використовуються незвичні розміри замість стандартного 4/4, що використовується в більшості електронних музик.

## Дискографія

### Студійні альбоми
- Spells (1998, самостійне видання)
- Subvert! (1998, самостійне видання)
- Rorschach Stuffocate (1999, самостійне видання)
- printf(«shiver in eternal darkness/n»); (2000, Isolate Records; 2013, самостійне перевидання)
- Songs About My Cats (2001, Planet Mu)
- Doll Doll Doll (2001, Hymen Records)
- Higgins Ultra Low Track Glue Funk Hits 1972—2006 (2002, Planet Mu)
- Winter in the Belly of a Snake (2002, Planet Mu)
- The Chocolate Wheelchair Album (2003, Planet Mu)
- Huge Chrome Cylinder Box Unfolding (2004, Planet Mu)
- Winnipeg Is a Frozen Shithole (2005, Sublight Records)
- Rossz Csillag Alatt Született (2005, Planet Mu)
- Meathole (2005, Planet Mu)
- Cavalcade of Glee and Dadaist Happy Hardcore Pom Poms (2006, Planet Mu)
- My Downfall (Original Soundtrack) (2007, Planet Mu)
- Detrimentalist (2008, Planet Mu)
- Filth (2009, Planet Mu)
- My So-Called Life (2010, Timesig)
- Live At WTW 07 (AKA Return Of The Snare) — June 15, 2001 (2013, Addict Records)
- My Love Is a Bulldozer (2014, Planet Mu)
- Thank You for Your Consideration (2015, самостійне видання)
- Traditional Synthesizer Music (2016, Planet Mu)
- She Began To Cry Tears Of Blood Which Became Little Brick Houses When They Hit The Ground (2018, самостійне видання)
- Greg Hates Car Culture (2019, Timesig)1

↑ Цей альбом спочатку вийшов як мініальбом 1999 року, але був перевиданий у 2019 році як повноцінний альбом.